# Partido Social Laborista
El Partido Social Laborista (en portugués: Partido Social Trabalhista o PST) fue un partido político brasileño fundado en 1946 por disidentes del Partido Laborista Brasileño y que funcionó hasta 1965.
En 1988 se refunda, disputando las elecciones municipales del mismo año, existiendo hasta 1993, cuando se unió al Partido Laborista Reformador, formando el Partido Progresista. Este primer PST apoyó al gobierno de Fernando Collor de Mello y al gobernador del Distrito Federal, Joaquim Roriz. En esta etapa su número electoral era el 52.
En 1996 fue refundado nuevamente, siendo un partido de importancia ínfima hasta su incorporación al Partido Liberal en 2003. Su código electoral era el 18.